# نهر نيكار
نِكار أو (نقحرة: نيكار) (بالألمانية: Neckar) نهر ألماني طوله 367 كلم يوجد معظمه في ولاية بادن-فورتمبيرغ ويصب في نهر الراين عند مدينة مَنهَيم ويعد النهر من أهم روافد نهر رَين.

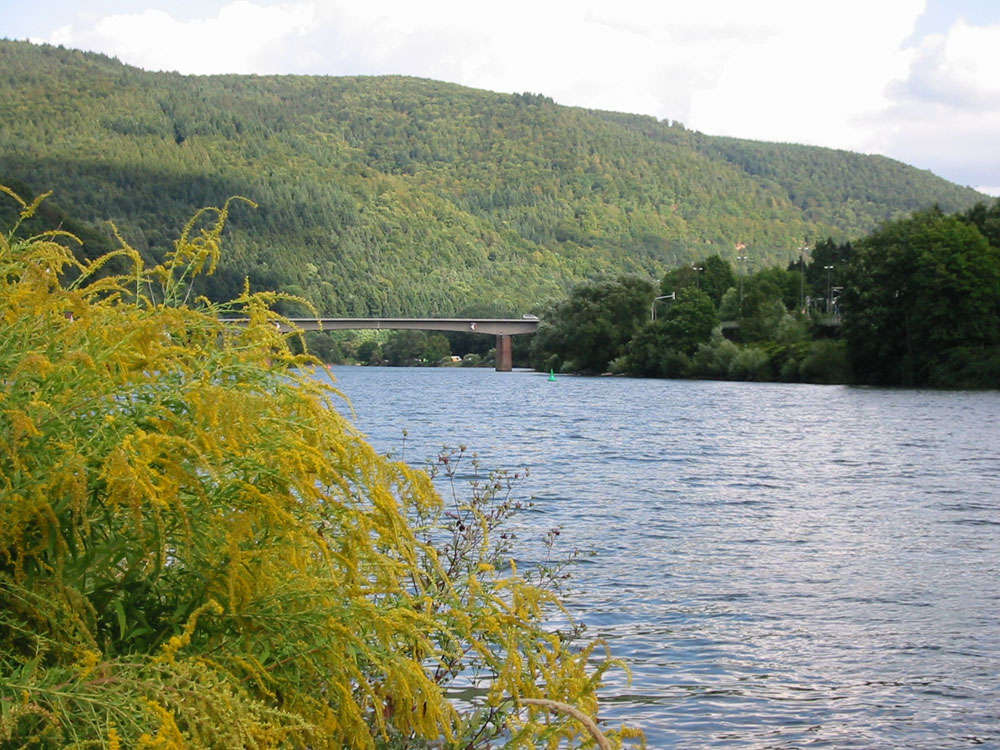
نهر نكار قرب مدينة هايلبرون، في جنوب ألمانيا.

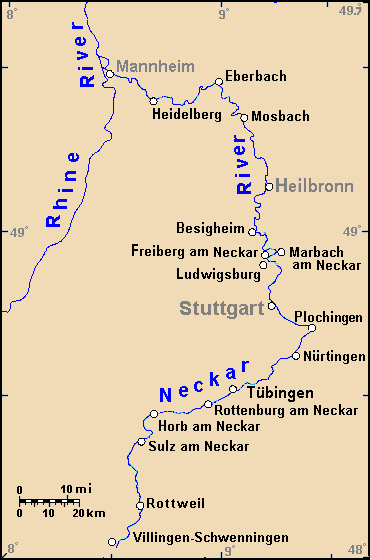
نهر نكار, في جنوب ألمانيا.